# Hernando del Castillo
Hernando del Castillo fue un poeta y librero español del siglo XV. Se conocen muy pocos datos de su vida.

## Biografía
La documentación lo señala como vecino de Segovia, aunque residente durante un tiempo en Valencia. Esto se verifica en una escritura de poder, cuyo encabezamiento fue transcrito por Serrano y Morales. 
Durante los años 1508 y 1509 es posible que parte de este tiempo estuviese Hernando del Castillo en la corte del Conde de Oliva, Serafín de Centelles y Urrea, para preparar su manuscrito del Cancionero general. Probablemente culminó la redacción de dicho manuscrito a finales del año 1509, puesto que se sabe que formó una sociedad con Cristóbal Cofman y con Lorenzo Ganoto el 22 de diciembre del mismo año, con el fin de imprimir mil volúmenes del Cancionero general. Castillo debería ser un hombre que viajaba mucho, puesto que no supo que a un libro de él, la edición del Reinaldo de Montalbán, fuera añadida la obra Lo enamorament del rey Carlo, motivo por lo cual requirió notarialmente a Jorge Costilla  y a Juan Uguet el 11 de agosto de 1511. Algo antes, precisamente el 15 de enero de 1511, quedó terminada la impresión del Cancionero general.
El Cancionero General de Hernando del Castillo fue vendido primero en Valencia (1511 y 1514) y Toledo (1520 y 1527). En 1535 ya está muerto el compilador y por eso la edición de 1535 ya es diferente y trabajo de otros editores.
Hernando del Castillo en su Cancionero general, editado en Valencia en el año 1514, lleva en su sección Obras de burlas provocantes a risa la obra del Pleyto de Manto. Estos textos abundaban en sátira, obscenidad, por lo cual algunas de estas piezas fueron suprimidas en ediciones posteriores, por su deshonestidad. Un libro con el título Cancionero de obras de burlas provocantes a risa, fue impreso en la muy noble ciudad de Valencia, por Juan Viñal, el 22 de febrero de 1519. También Francisco Delicado se refiere a esta obra.
Igual como Juan del Encina, Hernando del Castillo era recopilador, experto en poesía e innovador. La innovación que hace Hernando del Castillo es que por primera vez intentaba el colector dar algún orden en el tema de materias, añadiendo 1.º a las obras de devoción y moralidad; 2.º a las canciones; 3.º a los romances; 4.º a las invenciones y letras de justadores; 5.º a las glosas de motes; 6.º a los villancicos; 7.º a las preguntas y 8.º a las obras de Burlas provocantes a risa.
Perea Rodríguez tampoco aclara quién era realmente Hernando del Castillo. Si se observa que Castillo y Alonso de Proaza se podrían haber conocido y por lo demás no sabe absolutamente nada de la biografía del autor, que sigue siendo un misterio para todos. Perea Rodríguez no quiere excluir que el desconocido Hernando del Castillo, fuera un judío converso. Sea lo que fuere, sus pesquisas documentales acerca del origen de este editor resultaron totalmente contradictorias e insuficientes. Indica que algún tiempo atrás su esposa, Joana Diez, falleció y que Hernando del Castillo pagó a su hijo Pedro del Castillo, el 23 de noviembre de 1518, una cantidad de la dote materna. 
Poco tiempo después, el 7 de enero de 1519, Hernando del Castillo se asoció con otros dos conocidos libreros valencianos, Gaspar Trincher y Joan Uguet, para editar unos libros de carácter religioso, misales y breviarios. Esta es la última noticia que se tiene de Hernando del Castillo en Valencia. Pero Perea Rodríguez no olvida preguntarse si tal vez Hernando del Castillo esté detrás del Paraíso de Amor en coplas, impreso en Nápoles en 1526, libro registrado por Hernando Colón en su Abecedarium.